# Гояс
Гоя̀с (браз. произношение: [ɡoˈjas]) е един от 26-те щата на Бразилия. Разположен е в централната част на страната. Столицата му е град Гояния. Гояс е с население от 5 628 592 жители (прибл. оц. 2006 г.) и обща площ от 340 086 км².